# Юр'ївська вулиця (Харків)
Вулиця Юр'ївська — вулиця у Салтівському районі Харкова. Починається від проспекту Героїв Харкова і прямує на північ до вулиці Ґарета Джонса.

## Історія
Юр'ївська вулиця була прокладена по території колишнього саду купця І. Рижова. Початок забудови відносять до кінця ХІХ століття. Вулиця отримала назву Юр'ївської в 1900 році. На плані Харкова 1903 року показана лише до Рижівської вулиці. Забудова до Монастирської вулиці (нині вулиця Ґарета Джонса) відбулась уже в першому десятилітті ХХ століття.
Купець Рижов також володів чавуноливарним і мідноливарним заводами. У 1893 році на місці цих заводів був побудований паровий млин купця Давида Молдавского. Будівля зберіглась. На місці заводів і зараз промислові підприємства. Вони розташовані в кварталі між вулицями Юр'ївська, Франківська, Рижівська і Ґарета Джонса.

## Будинки
- Будинок № 5-а — Пам'ятка архітектури Харкова, охорон. № 467, 1927 рік. Житловий будинок, архітектор невідомий.
- Будинок № 7 — Пам'ятка архітектури, охорон. № 468, 1913 рік. Прибутковий будинок, архітектор П. В. Толкачов. На 2019 рік в будинку розміщується Музей-діорама воїнів інтернаціоналістів міста Харкова.[1]
- Будинок № 8 — Пам'ятка архітектури, охорон. № 361, 1911 рік. Колишній особняк Т. Ковалевської, архітектор Л. Р. Леневич[2]. В будинку розміщується Московська районна рада Харківської міської організації ветеранів України.
- Будинок № 13 — Адміністрація Московського району Харківської міськради.[3]
- Будинок № 17 — Паровий млин купця Д. М. Молдавського.

## Зображення

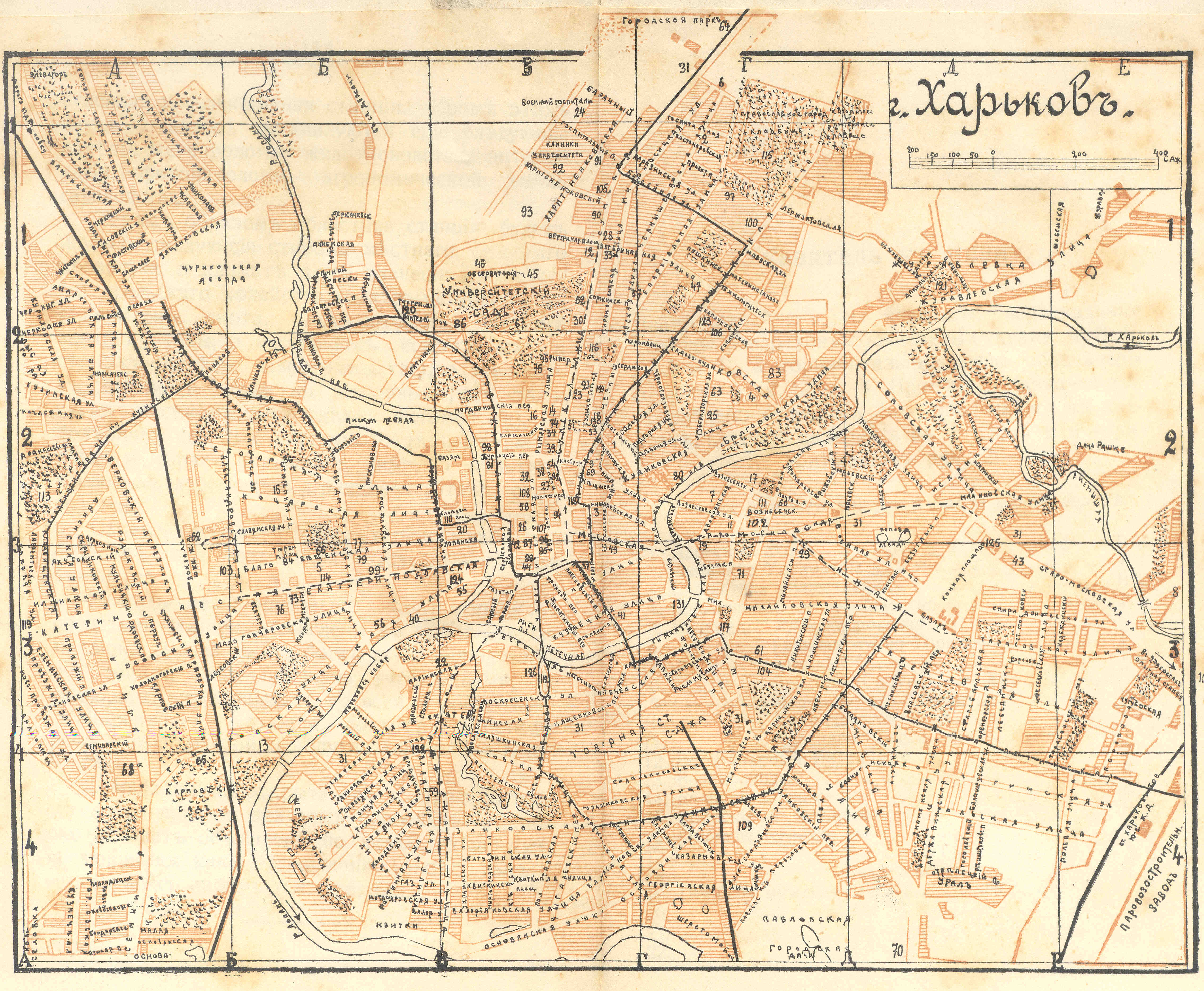
Мапа Харкова 1914 року. Вулиця Юр'ївська на початку її існування
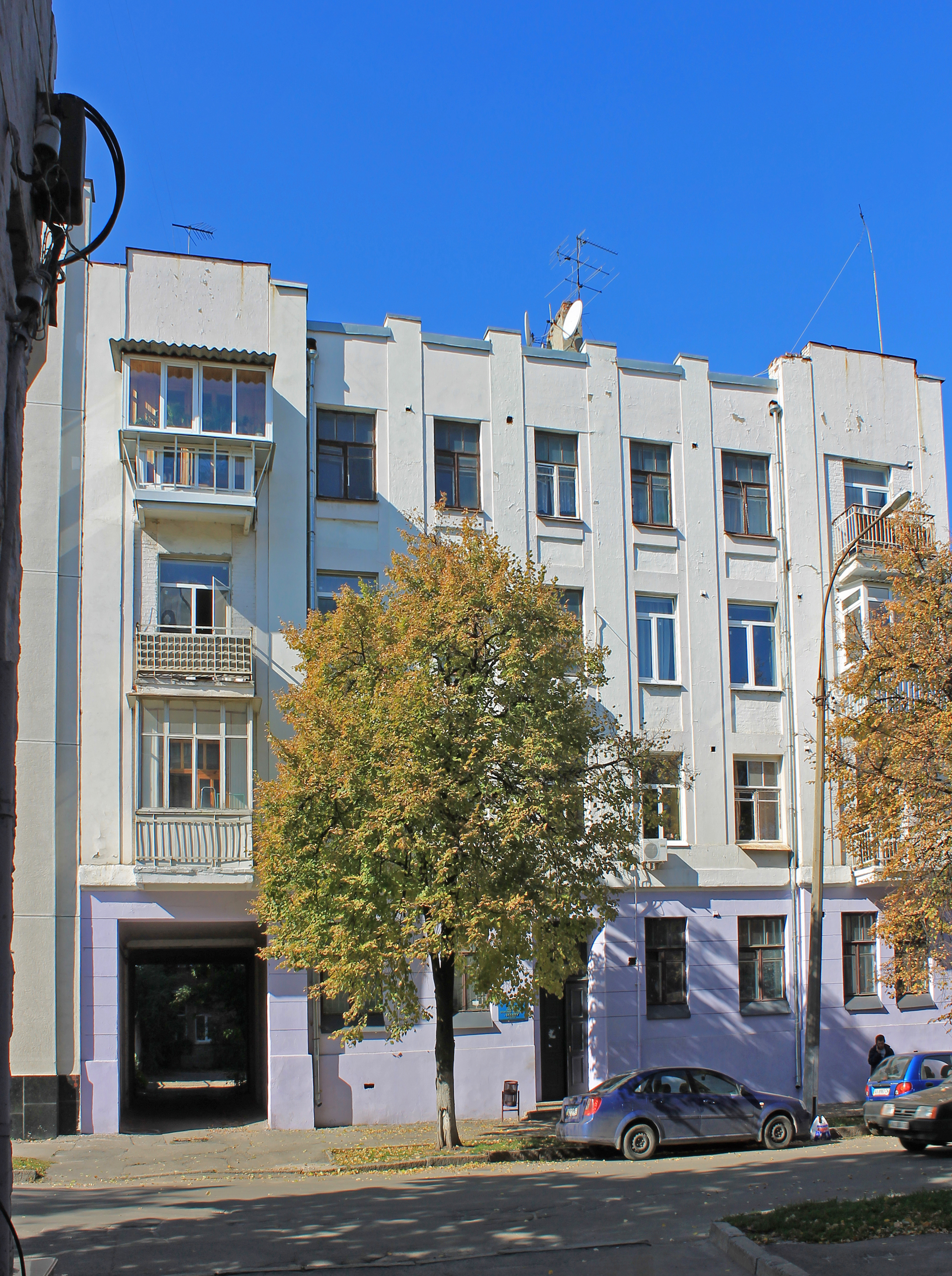
Будинок № 5-а
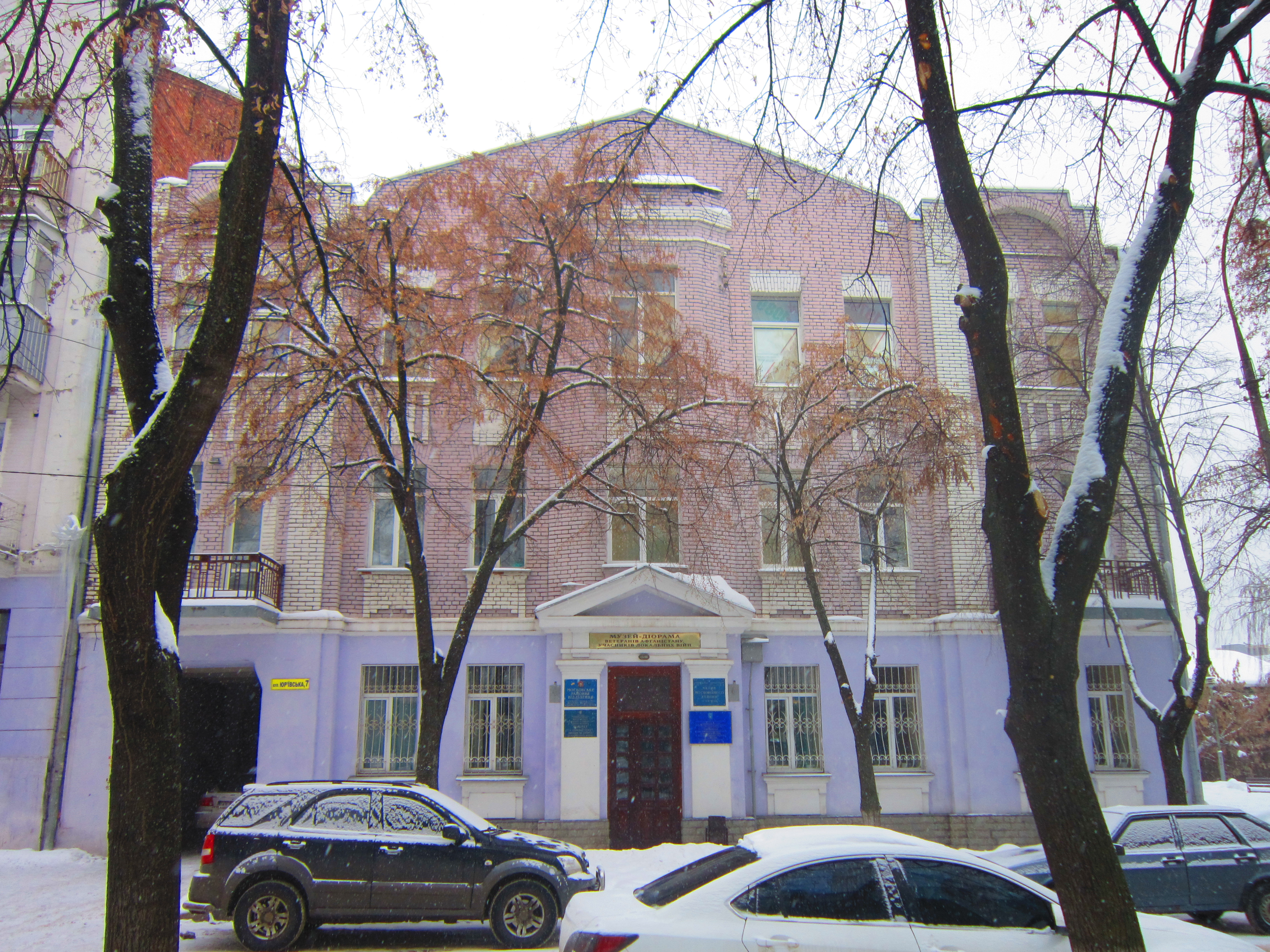
Будинок № 7
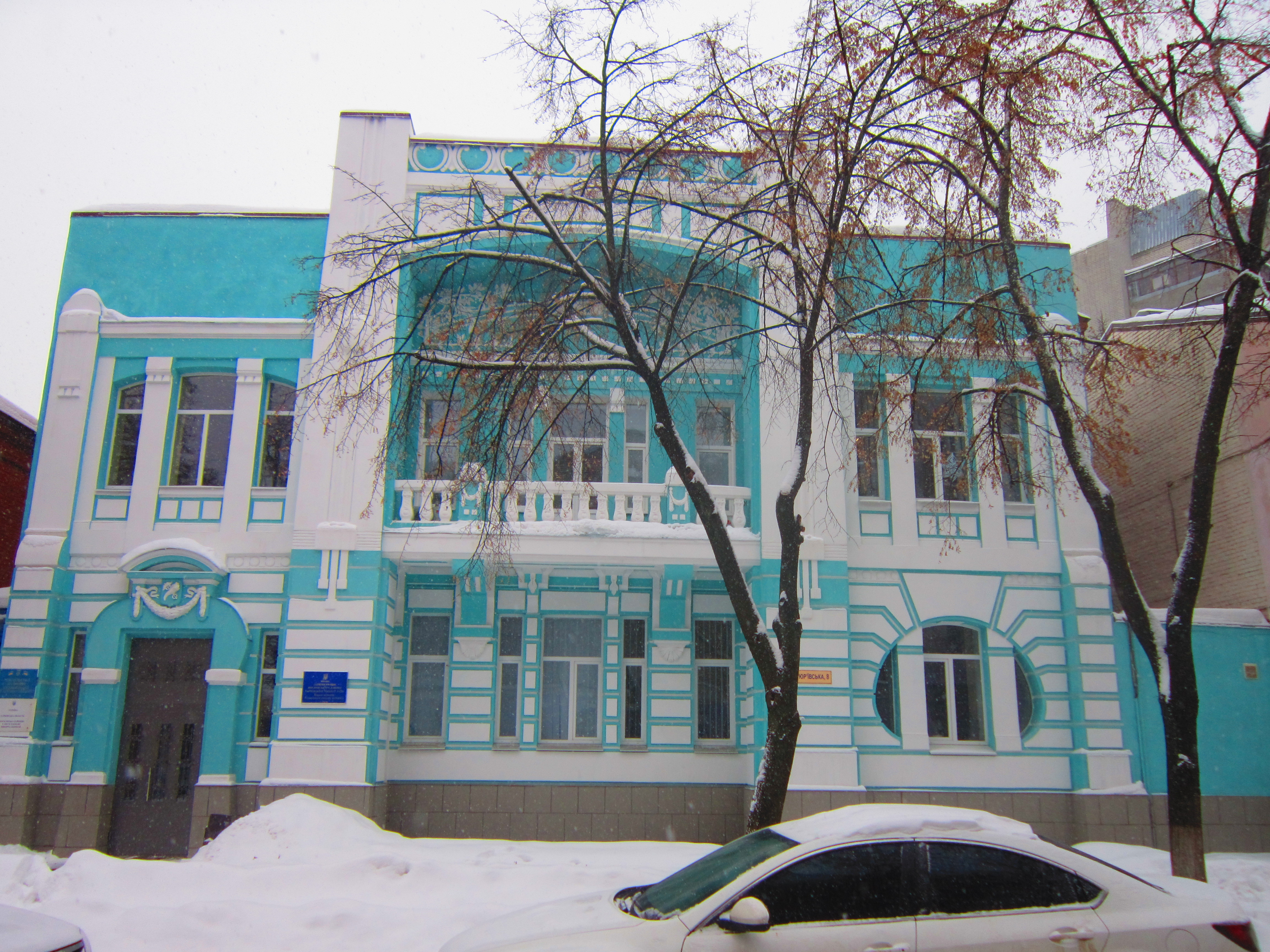
Будинок № 8
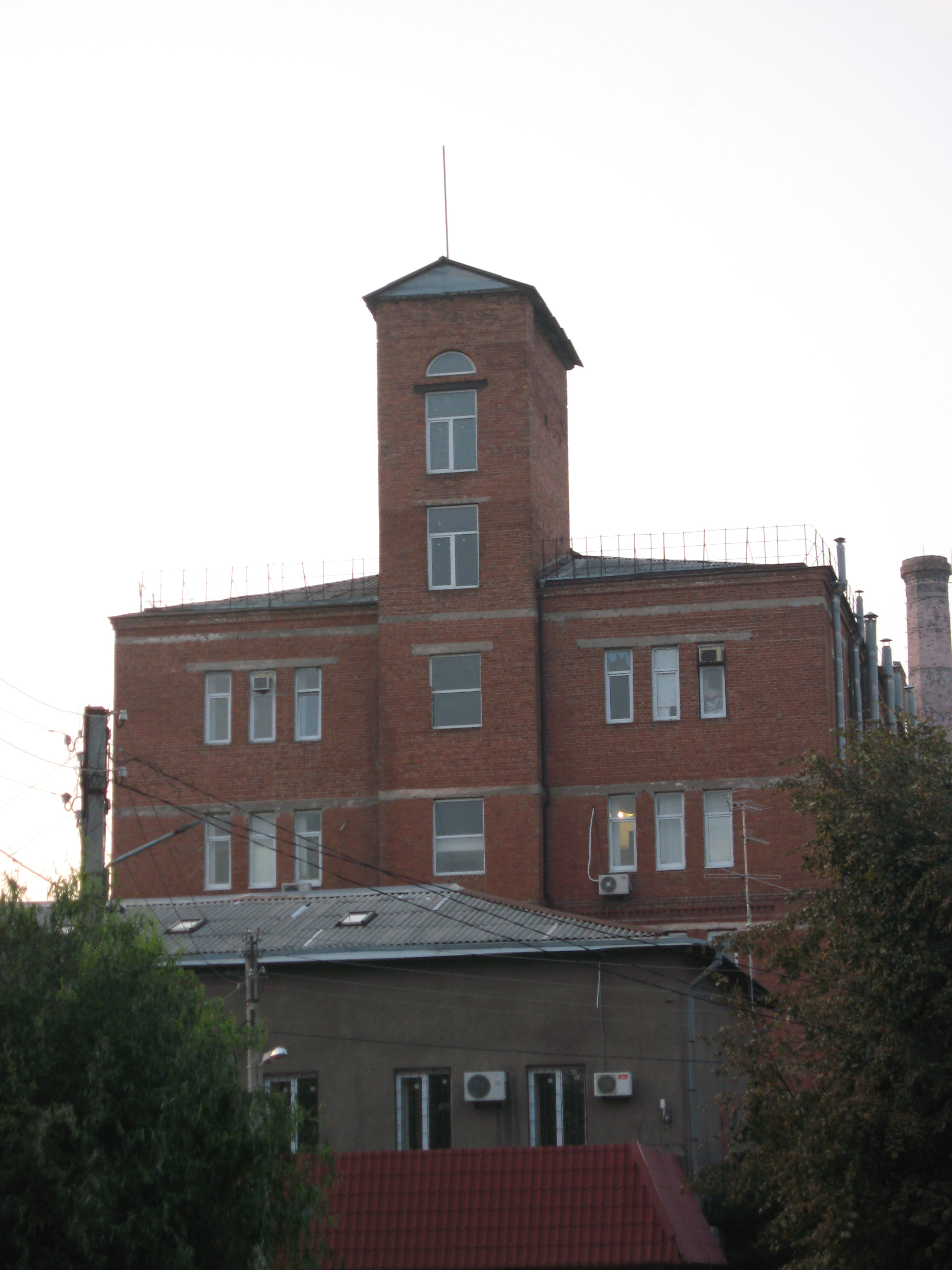
Будинок № 17. Паровий млин купця Д. М. Молдавського